# Rhynchospora immensa
Rhynchospora immensa là loài thực vật có hoa trong họ Cói. Loài này được Kük. miêu tả khoa học đầu tiên năm 1921.